# Ernst von Mohl

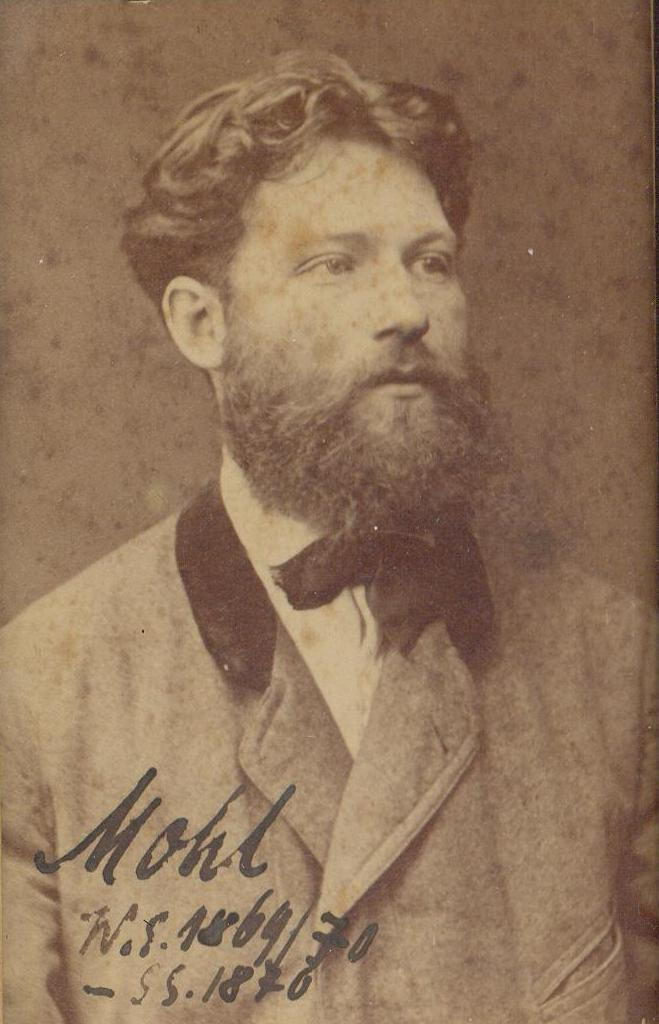
Ernst von Mohl als Student

Ernst Friedrich von Mohl (* 20. Juli 1849 in Neuweiler; † 8. Januar 1929 in München) war ein deutscher Altphilologe und Professor.
Mohl war Sohn eines protestantischen Pfarrers und wuchs in Hildrizhausen auf.  1868 legte er in Stuttgart das Abitur ab und nahm zum Wintersemester 1869/70 das Studium der Philosophie an der Eberhard Karls Universität Tübingen auf. Hier wurde er Mitglied der Landsmannschaft Schottland. Später setzte er seine Studien an der Kaiserlichen Universität Dorpat fort.
Nach seiner Tätigkeit als Professor an der Rechtsschule in St. Petersburg von 1889 bis 1911 kam er als Witwer nach München. Er verfasste dort schwäbische, baltische und russische Erzählungen und wurde der Lebensgefährte der Schriftstellerin Isolde Kurz, einer Jugendfreundin, die ihm das noch in seinem Todesjahr veröffentlichte Ein Genie der Liebe. Dem toten Freunde zur Wohnstatt zum Andenken widmete.

## Ehrungen und Nobilitierung
- 1899 Titel Kaiserlich Russischer Wirklicher Staatsrat
- 1900 Sankt-Stanislaus-Orden II. Klasse
- 1902 Orden der Heiligen Anna II. Klasse
- 1904 Orden des Heiligen Wladimir IV. Klasse